# Bezirk Turnau
Der Bezirk Turnau (tschechisch Okresní hejtmanství Turnov) war ein Politischer Bezirk im Königreich Böhmen. Der Bezirk umfasste Gebiete in Nordböhmen im heutigen Liberecký kraj (Okres Liberec bzw. Okres Semily). Sitz der Bezirkshauptmannschaft war die Stadt Semil (Semily). Das Gebiet gehörte seit 1918 zur neu gegründeten Tschechoslowakei und ist seit 1993 Teil Tschechiens.

## Geschichte
Die modernen, politischen Bezirke der Habsburgermonarchie wurden 1868 im Zuge der Trennung der politischen von der judikativen Verwaltung geschaffen.
Der Bezirk Turnau wurde 1868 aus den Gerichtsbezirken Böhmisch Aicha (tschechisch soudní okres Český Dub), und Turnau (Turnov) gebildet.
Im Bezirk Turnau lebten 1869 44.037 Personen, wobei der Bezirk ein Gebiet von 5,7 Quadratmeilen und 55 Gemeinden umfasste.
1900 beherbergte der Bezirk 47.566 Menschen, die auf einer Fläche von 330,75 km² bzw. in 63 Gemeinden lebten.
Der Bezirk Turnau umfasste 1910 eine Fläche von 330,72 km² und beherbergte eine Bevölkerung von 48.186 Personen. Von den Einwohnern hatten 1910 45.479 Tschechisch und 2.571 Deutsch als Umgangssprache angegeben. Weiters lebten im Bezirk 136 Anderssprachige oder Staatsfremde. Zum Bezirk gehörten zwei Gerichtsbezirke mit insgesamt 63 Gemeinden bzw. 64 Katastralgemeinden.